# Nikola Jovanović
Nikola Jovanović (Cettigne, 18 settembre 1952) è un ex calciatore jugoslavo.

## Carriera
Dalle giovanili del Mladost Podgorica a quelle della Stella Rossa di Belgrado, con cui debutta in prima squadra contro il Vardar a Skopje nel marzo 1972 e di cui diviene, nel corso degli anni, un'importante pedina nel ruolo di terzino destro, contribuendo alla vittoria di due campionati e al raggiungimento della finale di Coppa UEFA del 1979.
Salta l'intera stagione 1974-75 a causa di un grave infortunio e quella successiva per gli obblighi di leva.
Nel gennaio del 1980 si trasferisce in Inghilterra, al Manchester United, dove non riesce a sfondare, a causa anche di un altro grave infortunio, chiudendo la carriera nel 1983, non prima di aver giocato, in prestito, il campionato 1981-1982 con il Budućnost Titograd.
Con la Nazionale jugoslava vanta 7 presenze e la partecipazioni ai Mondiali del 1982.

## Palmarès
- Campionati della RSF di Jugoslavia: 1

Stella Rossa: 1972-73 1976-1977